# Homologia persistente
Veja homologia para uma introdução à notação.
A homologia persistente é um método para calcular características topológicas de um espaço em diferentes resoluções espaciais. Características mais persistentes são detectadas em uma gama ampla de escalas espaciais e são consideradas mais propensas a representar características verdadeiras do espaço subjacente, em vez de artefatos da amostragem, ruído ou escolha específica de parâmetros.
Para encontrar a homologia persistente de um espaço, primeiro é necessário representá-lo como um complexo simplicial. Uma função de distância no espaço subjacente corresponde a uma filtração do complexo simplicial, que é uma sequência aninhada de subconjuntos crescentes.

## Definição
Formalmente, considere uma função de valor real em um complexo simplicial {\displaystyle f:K\rightarrow \mathbb {R} } que é não-decrescente em sequências crescentes de faces, {\displaystyle f(\sigma )\leq f(\tau )} sempre que {\displaystyle \sigma } é uma face de {\displaystyle \tau } em {\displaystyle K.} Então, para cada {\displaystyle a\in \mathbb {R} } o conjunto de subnível {\displaystyle K(a)=f^{-1}(-\infty ,a]} é um sub-complexo de K, e a ordenação dos valores de {\displaystyle f} sobre os simplexos em {\displaystyle K} (que na prática é sempre finito) induz uma ordenação nos complexos de subnível que define uma filtragem
{\displaystyle \emptyset =K_{0}\subseteq K_{1}\subseteq \cdots \subseteq K_{n}=K}
Quando {\displaystyle 0\leq i\leq j\leq n,} a inclusão {\displaystyle K_{i}\hookrightarrow K_{j}} induz um homomorfismo {\displaystyle f_{p}^{i,j}:H_{p}(K_{i})\rightarrow H_{p}(K_{j})} nos grupos de homologia simplicial para cada dimensão {\displaystyle p.} Os {\displaystyle p}-ésimos grupos de homologia persistentes são as imagens desses homomorfismos, e os {\displaystyle p}-ésimos números Betti persistentes {\displaystyle \beta _{p}^{i,j}} são os postos desses grupos. Os números Betti persistentes para {\displaystyle p=0} coincidem com a função tamanho, uma predecessora da homologia persistente.
Qualquer complexo filtrado em um campo {\displaystyle F} pode ser trazido por uma transformação linear preservando a filtração para a chamada forma canônica, uma soma direta definida canonicamente de complexos filtrados de dois tipos: complexos unidimensionais com diferencial trivial {\displaystyle d(e_{t_{i}})=0} e complexos bidimensionais com homologia trivial {\displaystyle d(e_{s_{j}+r_{j}})=e_{r_{j}}.} 
Um módulo de persistência sobre um conjunto parcialmente ordenado {\displaystyle P} é um conjunto de espaços vetoriais {\displaystyle U_{t}} indexado por {\displaystyle P,} com uma transformação linear {\displaystyle u_{t}^{s}:U_{s}\to U_{t}} sempre que {\displaystyle s\leq t,} com {\displaystyle u_{t}^{t}} igual à identidade e {\displaystyle u_{t}^{s}\circ u_{s}^{r}=u_{t}^{r}} para {\displaystyle r\leq s\leq t.} Equivalentemente, ele pode ser considerado como um functor de {\displaystyle P} considerado como uma categoria para a categoria dos espaços vetoriais (ou {\displaystyle R} -módulos). Existe uma classificação dos módulos de persistência sobre um corpo {\displaystyle F} indexado por {\displaystyle \mathbb {N} :} {\displaystyle U\simeq \bigoplus _{i}x^{t_{i}}\cdot F[x]\oplus \left(\bigoplus _{j}x^{r_{j}}\cdot (F[x]/(x^{s_{j}}\cdot F[x]))\right).} A multiplicação por {\displaystyle x} corresponde ao avanço em uma etapa no módulo de persistência. Intuitivamente, as partes livres do lado direito correspondem aos geradores da homologia que aparecem no nível de filtração {\displaystyle t_{i}} e nunca desaparecem, enquanto as partes de torção correspondem às que aparecem no nível de filtração {\displaystyle r_{j}} e duram por {\displaystyle s_{j}} etapas da filtração (ou equivalentemente, desaparecem no nível de filtração {\displaystyle s_{j}+r_{j}})
Cada um desses dois teoremas permitem uma representação única da homologia persistente de um complexo simplicial filtrado por meio de um código de barras ou diagrama de persistência. Um código de barras representa cada gerador persistente com uma linha horizontal começando no primeiro nível de filtração em que ele aparece e terminando no nível de filtração em que ele desaparece, enquanto um diagrama de persistência plota um ponto para cada gerador com sua coordenada x sendo o momento de nascimento e sua coordenada y sendo o momento da morte. Equivalentemente, os mesmos dados são representados pela forma canônica de Barannikov, na qual cada gerador é representado por um segmento conectando os valores de nascimento e morte plotados em linhas separadas para cada {\displaystyle p.}

## Estabilidade
A homologia persistente é estável em um sentido preciso, o que fornece robustez contra ruído. Existe uma métrica natural no espaço dos diagramas de persistência dada por {\displaystyle W_{\infty }(X,Y):=\inf _{\varphi :X\to Y}\sup _{x\in X}\Vert x-\varphi (x)\Vert _{\infty },} chamada de distância de gargalo. Uma pequena perturbação na filtragem de entrada leva a uma pequena perturbação de seu diagrama de persistência na distância de gargalo. Como um exemplo concreto, considere uma filtragem em um espaço {\displaystyle X} homeomorfo a um complexo simplicial determinado pelos conjuntos de subnível de uma função contínua tame {\displaystyle f:X\to \mathbb {R} .} A aplicação {\displaystyle D} que leva {\displaystyle f} no diagrama de persistência de sua {\displaystyle k}-ésima homologia é 1-Lipschitz com respeito à métrica do {\displaystyle \sup } em funções e a distância de gargalo em diagramas de persistência.
Em outras palavras, {\displaystyle W_{\infty }(D(f),D(g))\leq \lVert f-g\rVert _{\infty }.} 

## Computação
Existem vários pacotes de software para calcular intervalos de persistência de uma filtragem finita. O algoritmo principal é baseado em trazer o complexo filtrado à sua forma canônica por matrizes triangulares superiores.